# Монтекуко (Анкона)
Монтекуко је насеље у Италији у округу Анкона, региону Марке.
Према процени из 2011. у насељу је живело 29 становника. Насеље се налази на надморској висини од 227 м.